# Възпитателно училище-интернат „Ангел Узунов“
Възпитателното училище-интернат „Ангел Узунов“ е възпитателно училище-интернат, помощно училище за малолетни момчета над осемгодишна възраст и непълнолетни, извършили противообществени прояви от цялата страна.
Създадено е през 1953 година в град Ракитово, като е профилирано с определението „училище за морално застрашени деца“. Сегашното си име носи на Ангел Узунов (1928 – 1999), но преди е наричано Трудово-възпитателно училище „Максим Горки“.
С помощта на училището се издава вестник „Нашият глас“, наследник на излизалия преди години вестник „Горкиевец“.

## Известни преподаватели
- Милош Зяпков